# Шульгин, Михаил Александрович
Михаил Александрович Шульгин (1851 — не ранее 1893) — русский анатом и гистолог.

## Биография
Родился в 1851 году.
Учился во 2-й Санкт-Петербургской, а затем в Тверской гимназии, которую окончил в 1871 году. Затем слушал лекции на физико-математическом факультете Казанского и Санкт-Петербургского университетов. После окончания Петербургского университета работал учителем естественной истории в Новгородском реальном училище и в Новгородской учительской семинарии. 
Уехав в 1877 году за границу, Шульгин посвятил себя изучению преимущественно зоологии и сравнительной анатомии; возвратился в Россию в 1887 году и, выдержав в следующем году магистерский экзамен, стал в качестве приват-доцента читать в Новороссийском университете сравнительную анатомию и гистологию.
Скончался не ранее 1893 года.  
Из учёных его сочинений известны следующие:
- Lobi optici der Vögel. Vergleichend-anatomische Studien // Zoologischer Anzeiger, 1881. — № 4. — S. 277—281
- Das Mittelhirn der Vogel // Zoologischer Anzeiger, 1882.
- Zur Physiologie des Eies // Zoologischer Anzeiger, 1883. — № 4 — S. 548—550
- Argiope Kowalevskii. Ein Beitrag zur Kenntniss der Brachiopoden // Zeitschrift für wissenschaftliche Zoologie, 1884. — № 41. — S. 116—141
- Учение о бактериях : Науч.-практ. руководство для натуралистов, врачей и учащихся / Изложил на основании соврем. данных и собств. наблюдений д-р М.А. Шульгин. — Одесса: Г. Шлейхер, 1885. — VIII, 189 с., 1 л. ил.
- Phylogenesis des Vogelhirnes. — Jena: A. Neuenhagn, 1885
- Embryogénie de l'Amaroecium proliferum (Ascidie composée), 1885
- Развитие центральной нервной системы позвоночных // Архив психиатрии и невропатологии, 1883.
- Методы исследования нервной системы // Архив психиатрии и невропатологии, 1883. — № 2. — С. 120—146
- Ueber den Bau des centralen Nervensystems der Amphibien und Reptilien. — Odessa, 1885
- Kowalevsky, Schulgin Zur Entwicklungsgeschichte des Skorpions (Androctonus ornatus) // Biol. Centralbl, 1886. — Т. 6. — S. 525—532
- Строение цереброспинальной системы амфибий и рептилий. — Одесса: тип. «Одес. вестн.», 1887. — [2], 95 с.
- Amoraecium // Arch. d. Anatomie et Physiologie, 1889
- К истории развития кавказского скорпиона // Записки Новороссийского Общества Естествоиспытателей, 1889. — Т. XI. (вместе с А. О. Ковалевским)
- Строение цереброспинальной системы амфибий и рептилий // Записки Новороссийского Общества Естествоиспытателей, 1889. — Т. XI. Вып. 211. — С. 149-229